# Semuel Abas
Semuel Abas (eigentlich Semuel de Isaac Abas; * nach 1634 vermutlich in Hamburg; † 23. November 1691 ebenda) war ein deutscher Rabbiner, Lehrer und Übersetzer.

## Leben
Abas wurde vermutlich in Hamburg geboren; der Name der portugiesischen Familie, die neben Hamburg auch in Glückstadt und Amsterdam ansässig und bekannt war, war ursprünglich „Diaz Jorge“. Dieser Name deutet auf sephardische Wurzeln hin. Kaiser Matthias adelte mehrere Familienmitglieder am 16. März 1614.
Abas studierte Theologie in Amsterdam und kehrte vor 1660 nach Hamburg zurück. Hier wurde er mehrfach in hohe Ämter der dortigen portugiesisch-jüdischen Gemeinde Bet Israel gewählt. 1661 wurde er Schatzmeister der Gemeinde, 1668 Vorsteher der Talmud Tora und ein Jahr später Mitglied des Vorstands. 1666 sollte er im Auftrag der Hamburger Gemeinde gemeinsam mit Haham Mose Israel Konstantinopel besuchen, um dem selbsterklärten Messias Schabbtai Zvi zu huldigen. Beide traten die Reise jedoch aus unbekannten Gründen nicht an.
Abas galt als sehr gebildet und verfügte über eine bedeutende Bibliothek, die von zahlreichen christlichen Theologen, darunter der schwedische Theologe Johan Palmroot, besucht wurde. Der nach seinem Tod 1693 von Daniel van den Dalen in Amsterdam veröffentlichte „Catalogus Variorum atque Insignium in quavis Facultate & Lingua, Librorum“ umfasst 1136 Schriftstücke in hebräischer, lateinischer, holländischer, spanischer, französischer, portugiesischer sowie deutscher Sprache. Schwerpunkt der Bibliothek bildeten demnach weltliche Literatur sowie Bücher, die sich mit medizinischen Themen beschäftigten. Das einzig bekannte erhaltengebliebene Exemplar des Katalogs des holländischen Buchhändlers wird heute in der Herzog August Bibliothek in Wolfenbüttel aufbewahrt.
Neben der Tätigkeit als Lehrer und Rabbiner übersetzte Abas mehrere Werke, darunter 1665 die anti-christliche Schrift „Keset Ieonatan“ von Jonathan Guer alias Jan Richen vom Holländischen ins Portugiesische und eine 1670 veröffentlichte Übersetzung des „Hobat Alebabot“ (Pflichten der Herzen) genannten Buchs von Bachja ibn Pakuda ins Portugiesische. Die von Amsterdamer und Hamburger Rabbiner anerkannte Übersetzung erstellte Abas, um die „Frömmigkeit unter den portugiesischen Juden zu festigen“.
Abas erwarb 1682 ein Wohngebäude auf dem Dreckwall (heute Alter Wall). Die Grabstätten von Abas und seiner Frau Sara sind auf dem Jüdischen Friedhof Altona zu finden.